# Wayne McCarney
Wayne McCarney (nascido em 30 de junho de 1966) é um ex-ciclista australiano que conquistou uma medalha de bronze na prova de perseguição por equipes, competindo pela Austrália nos Jogos Olímpicos de Verão de 1988.